# Чайка (баскетбольный клуб)
«Чайка» — украинский женский баскетбольный клуб из Бердянска. Существовал с 1991 по 2022 год. Выступал в чемпионате Украины.

## Названия
- 1991—1993 — «Пединститут»
- 1994—1997— «Чайка-Морпорт»
- 1997—2001 — «Чайка-АЗМОЛ»
- 2002—2004 — «Чайка-Курорт»
- 2004—2022 — «Чайка»

## История
Женская баскетбольная команда в Бердянске была основана в 1991 году на базе местного государственного педагогического института. Её основателем и многолетним тренером был Геннадий Николаевич Шилкин. Его помощником в течение десяти лет являлся начальник команды Виктор Михайлович Кальчев.
Изначально главным спонсором клуба выступал ректор института Ю. М. Лизогуб, поэтому до 1993 года команда носила название «Пединститут». В 1994 году, в связи со сменой учредителя, она была переименована в «Чайка-Морпорт» благодаря спонсорской поддержке Бердянского морского порта и его начальника А. А. Резникова. В 1995 году команда впервые вышла в Высшую лигу Украины, где в дебютном сезоне заняла девятое место.
С 1997 по 2001 год спонсором клуба являлся Бердянский опытный нефтемаслозавод (АЗМОЛ), из-за чего команда выступала под названием «Чайка-АЗМОЛ». Наивысшим достижением бердянских баскетболисток — второе место в сезоне 1999/00. В последующие годы команда трижды подряд завоёвывала бронзовые награды чемпионата (2000/01, 2001/02 и 2002/03). С 2001 года капитаном команды была Татьяна Панченко.
В 2002 году команда вновь сменила название на «Чайка-Курорт» благодаря спонсорской поддержке предприятия «Приазовкурорт» (руководитель — В. И. Пономаренко). Спустя два года клуб перешёл под муниципальное управление и стал называться просто «Чайка». В этот период первым президентом клуба был первый заместитель городского головы А. В. Македонский. Также началось омоложение состава команды, а с 2005 года её главным тренером стала Людмила Коновальская (Романюта), ранее игравшая в качестве капитана.
В августе 2006 года клуб возглавил секретарь городского совета А. А. Степаненко, а его учредителями в это время являлись Бердянский городской совет и исполком, а также Бердянский государственный педагогический университет. Команда одержала победу в IV Летних спортивных играх молодёжи 2006 года и стала финалистом VIII Летней Универсиады Украины 2007 года.
С 2007 года «Чайка» начала получать финансирование из городского бюджета. В 2011 году главным тренером команды был назначен Леонид Яковлевич Цай. С 2011 по 2015 год «Чайка» играла в Первой лиге Украины.
В сезоне 2015/16 бердянская команда заняла пятое место в чемпионате Украины, а в сезоне 2016/17 — второе в дивизионе «В». Достижением команды также стала победа в первенстве Украины по баскетболу 3х3 (2016/17). Вернуться в дивизион «А» «Чайке» удалось в сезоне 2017/18, где она заняла четвёртое место под руководством тренера К. Л. Кливенка. Впоследствии командой руководил черногорский специалист Срджан Радулович, который позднее возглавил женскую сборную Украины по баскетболу.
По итогам сезона 2018/19 «Чайка» завоевала бронзовые награды, обыграв в решающем противостоянии СБК «Львов». В сезонах 2019/20 и 2020/21 команда также становилась финалистом Кубка Украины. С октября 2021 года главным тренером команды являлся Евгений Мурзин.
Накануне начала боевых действий в 2022 году команда занимала последнее место в чемпионате и являлась участником полуфинала кубка. После 24 февраля 2022 года «Чайка» фактически перестала существовать, а её главные игроки покинули Бердянск. В частности капитан Елена Попова выехала в Германию.

## Достижения
Чемпионат Украины:
- Второе место: 1999/00
- Третье место: 2000/01, 2001/02, 2002/03, 2008/09, 2018/19

Кубок Украины
- Второе место: 2019/20, 2020/21